# Scott Columbus
Walter Scott Columbus (Las Vegas, Nevada, 1956. november 10. — New York, 2011. április 4.) amerikai dobos, a Manowar zenekar dobosa volt. Állítólag az együttes egyik női rajongója fedezte fel, és ajánlotta be a zenekarba. A zenekarhoz 1983-ban csatlakozott Donnie Hamzik utódjaként. 1990-ben kénytelen volt elhagyni a zenekart — a hivatalos indoklás szerint fia betegsége miatt, de ezt később maga Scott cáfolta. Utódja Kenny Earl Edwards lett.
1995-ben újra csatlakozott az együtteshez, majd 2009-ben megint távozott — személyes, szakmai és anyagi okok együttesére hivatkozva.
2011. április 4-én 54 évesen, hirtelen halt meg. Halálának okát annak kilencedik évfordulóján a lánya, Theresa tisztázta: öngyilkosság. Célja az volt, hogy a depresszióra és más mentális betegségekre felhívja a figyelmet.
A zenekar életrajza szerint egyedi rozsdamentes acél-dob készletet kellett építeni neki, mert a „kidoboló technikája olyan gonosz volt, hogy az általános készleteket tönkretette”. Magyarul: olyan erős volt, hogy mindent szétvert.
Balkezes, így Ian Paice mellett az egyik leghíresebb balkezes dobos volt.

## Diszkográfia
Manowar stúdióalbumok:
- Into Glory Ride (1983)
- Hail to England (1984)
- Sign of the Hammer (1984)
- Fighting the World (1987)
- Kings of Metal (1988)
- Louder Than Hell (1996)
- Warriors of the World (2002)
- Gods of War (2007)